# Episodi di Teen Titans (quarta stagione)
La quarta stagione della serie televisiva a cartoni animati Teen Titans è stata trasmessa su Cartoon Network negli Stati Uniti a partire dal 17 gennaio 2005, mentre in Italia dal 1° maggio 2006. Durante la messa in onda in chiaro su Boing della serie gli episodi 41 (Il sentiero e la montagna) e 43 (Cyborg il barbaro) sono trasmessi con ordine e numerazione invertita.
| n° | Titolo originale      | Titolo italiano                 | Prima TV USA     |
| -- | --------------------- | ------------------------------- | ---------------- |
| 1  | Don't Touch That Dial | Oltre lo schermo                | 17 gennaio 2005  |
| 2  | The Quest             | Il sentiero e la montagna       | 29 gennaio 2005  |
| 3  | Birthmark             | Il marchio di fuoco             | 5 febbraio 2005  |
| 4  | Cyborg the Barbarian  | Cyborg il barbaro               | 12 febbraio 2005 |
| 5  | Employee of the Month | Formaggio spaziale              | 19 febbraio 2005 |
| 6  | TROQ                  | TROQ                            | 9 maggio 2005    |
| 7  | The Prophecy          | La profezia                     | 4 giugno 2005    |
| 8  | Stranded              | Dispersi                        | 11 giugno 2005   |
| 9  | Overdrive             | Impegni numerosi                | 18 giugno 2005   |
| 10 | Mother Mae-Eye        | Mamma Posso                     | 25 giugno 2005   |
| 11 | The End: Part 1       | L'ultimo giorno (prima parte)   | 2 luglio 2005    |
| 12 | The End: Part 2       | L'ultimo giorno (seconda parte) | 9 luglio 2005    |
| 13 | The End: Part 3       | L'ultimo giorno (terza parte)   | 16 luglio 2005   |

## Oltre lo schermo
Control Freak fugge dal carcere e riesce a entrare nel mondo della televisione. I Teen Titans cercano di acchiapparlo, ma la vasta conoscenza del maniaco sul controllo della TV trasferisce i giovani eroi all'interno dei programmi. L'unica possibilità di riuscire a tornare nel mondo reale risiede in Beast Boy e i Teen Titans, furiosi, minacciano e sconfiggono il povero Control Freak, scacciandolo per sempre dal mondo televisivo.

## Il sentiero e la montagna
Dopo aver perso un combattimento di arti marziali contro il malvagio Katarou, Robin viaggia in Asia per trovare un insolitamente abile e potente maestro di arti marziali, noto come Chu-Hui, capace di addestrarlo. Nel frattempo, gli altri Titani tentano di riempire il vuoto lasciato da Robin in un modo piuttosto insolito.

## Il marchio di fuoco
Sladow fa un miracoloso ritorno dalla sua presunta "morte" e appare proprio il giorno del compleanno di Corvina. Mentre I Teen Titans provano a scoprire come sia sopravvissuto all'attacco di Terra e quale sia il mistero dietro i suoi nuovi poteri, Sladow utilizza le sue abilità uniche per attivare in un modo insolito i poteri latenti di Corvina tramite uno strano marchio infuocato che appare sulla sua pelle. Robin scopre però che Corvina ha un oscuro segreto legato al suo compleanno ed è determinato a tenerla al sicuro da eventuali pericoli.

## Cyborg il barbaro
Cyborg viene trasportato accidentalmente cinquemila anni nel passato e viene in aiuto di una giovane donna di nome Sarasim, la cui tribù di barbari è sotto attacco da parte di un'orda di creature raccapriccianti. Tuttavia, Cyborg esaurisce in battaglia le sue batterie e non c'è nessun posto dove egli possa ricaricarsi. Il suo arrivo suscita le gelosie di un guerriero barbaro, il quale si rivolge ad una perfida strega per operare un sortilegio che lo renda più forte dell'uomo venuto dal futuro.

## Formaggio spaziale
Mentre i Teen Titans cercano di scoprire chi ci sia dietro ad una serie di incursioni di UFO negli allevamenti di mucche, Beast Boy vorrebbe avere un ciclomotore come i veicoli da battaglia di Robin e Cyborg, ma non ha denaro sufficiente per poterlo acquistare. L'unico modo per comprarne uno è trovare al più presto un lavoro, e così viene assunto come inserviente in un ristorante che vende solo carne. Beast Boy riesce a superare la sua avversione per la carne pur di ottenere questo lavoro, ma non immagina che il ristorante sia in realtà una copertura per un essere alieno simile al formaggio che sta dietro gli attacchi di UFO alle mucche: lo scopo della creatura aliena è eliminare tutti gli alimenti di carne del pianeta Terra.

## TROQ
Val-Yor, un supereroe alieno, arruola i Teen Titans per combattere una potente e malvagia razza aliena detta Locrix. Val-Yor è forte, intrepido e coraggioso e immediatamente i Titani si uniscono a lui nella missione spaziale. Tuttavia, Val-Yor mostra da subito un evidente disprezzo per Stella Rubia e il resto della sua specie, i Tamaraniani, chiamandola con il nomignolo di "Troq" che in lingua aliena significa incapace. Stella è decisa a dimostrare ad ogni costo il suo valore.

## La profezia
Corvina custodisce un oscuro segreto, ma il suo segreto sta mettendo i suoi compagni di squadra in serio pericolo. Sladow la sta cercando per far avverare la profezia secondo cui Corvina sarebbe "Il Portale". Per sfuggire al patto fatto alla sua nascita, la giovane maga compie un viaggio astrale e fa ritorno nel suo mondo, Azarath, dove incontra la madre.

## Dispersi
Quando sono attaccati da un mostro alieno nello spazio esterno, i Teen Titans vengono divisi. Bloccati e separati in diverse aree di un inospitale pianeta alieno, i Titani cercano di ritrovarsi. B.B. deve aiutare Cyborg ad aggiustare le sue braccia; Corvina è inseguita da piccole creature aliene; Robin e Stella Rubia devono invece confrontarsi seriamente sui sentimenti romantici che provano l'uno per l'altra.

## Impegni numerosi
Cyborg installa un nuovo chip di computer nei suoi circuiti, rafforzando in tal modo notevolmente la sua potenza e aumentando la velocità e l'efficienza otto volte sopra la media. Tuttavia, gli altri Titani si accorgono che, con il passare del tempo, il loro amico sta lentamente perdendo la sua "umanità".

## Mamma Posso
Convocata attraverso una torta incantata portata accidentalmente nella Torre da Cyborg, la strega nota come Mamma Posso riesce ad indurre all'obbedienza le menti dei Teen Titans, regredendoli in obbedienti e dolci bambini che la considerano come la loro mamma. Quando Stella Rubia batte la testa durante una missione contro i Five H.I.V.E. si risveglia dal controllo mentale della strega e realizza la verità dietro Mamma Posso, cercando in tutti i modi di riportare alla normalità le menti dei suoi compagni.

## L'ultimo giorno (prima parte)
Corvina scopre che è giunto il giorno che lei ha temuto per tutta la vita: il giorno in cui a causa sua finirà il mondo. La giovane maga tenta di rendere perfetto l'ultimo giorno di vita dei Teen Titans, ma quando Sladow appare annunciando che il suo padrone Trigon è pronto a distruggere la Terra, Robin, Stella, B.B. e Cyborg si rifiutano di consegnargli Corvina (dal cui corpo potrà liberarsi il padre Trigon) senza combattere.

## L'ultimo giorno (seconda parte)
Corvina è stata uccisa dal portale e Trigon ha conquistato la Terra eliminando tutti gli esseri viventi che la abitano. Solo i Titani sono scampati alla distruzione del mondo grazie ai poteri trasmessi loro da Corvina prima di morire. Tradito da Trigon, anche Sladow, profondamente amareggiato, è riuscito a sopravvivere e decide di unirsi ai Teen Titans per fermare il suo ex padrone. Mentre Stella Rubia, Cyborg e Beast Boy affrontano Trigon e i suoi scagnozzi, Robin finisce per lavorare con Sladow per ritrovare Corvina grazie all'anello mistico di Azarath (donato da Trigon a Sladow) come loro unica difesa.

## L'ultimo giorno (terza parte)
Robin ritrova Corvina, la quale è stata privata sia dei suoi poteri che dei suoi ricordi ed è stata trasformata in una bambina. Mentre tornano in superficie vengono attaccati fa dei demoni di fuoco. Dopo essersi riparati su uno spuntone di roccia, Robin chiede a Corvina se si ricorda di lui e dei Titani e lei risponde che vede tutto come un incubo, e dice che c'era una profezia che si è avverata e ormai non c'è più nulla da fare e che tutto è finito. Nelle profondità del regno di Trigon, Sladow combatte contro un'imponente guardia demoniaca per riconquistare la sua carne e il suo sangue. Nel frattempo Cyborg, Stella e Beast Boy lottano per la propria vita contro i sosia malvagi di se stessi, che riescono a sconfiggere solo dopo essersi scambiati gli avversari. Adesso per eliminare Trigon e salvare il mondo c'è bisogno che Corvina riacquisti i suoi poteri. C'è uno scontro inizialmente alla pari (in cui anche Sladow si allea con i Titans), ma dopo qualche minuto i Titani vengono sconfitti da Trigon, e Corvina sta per avere la stessa sorte ma quando lui cerca di colpirla uno scudo di magia bianca protegge la ragazzina. Trigon le dice che non è mai morta perché lui l'ha resa immortale, che esiste solo per servirlo e che non ha speranze di sconfiggerlo. Corvina lo respinge dicendo che lui l'avrà anche creata ma che non sarà mai suo padre e con un incantesimo torna ad essere la ragazza che era prima di diventare il portale e quando i Titani si risvegliano dal loro stato di incoscienza lei sta facendo retrocedere Trigon verso la lava che prima era il mare di Jump City. Come ultimo addio al padre Corvina dice riferendosi ai suoi amici e alla terra: "Questa è la mia casa, loro sono i miei amici, e tu non sei il bevenuto qui" i Titans le trasmettono dell'energia positiva e lei pronuncia il suo mantra (Azarath Metrion Zinthos) distruggendo Trigon e rigenerando la Terra con un'onda di magia bianca.